# Erecomma
Genre
Erecomma est un genre d'opilions laniatores de la famille des Assamiidae.

## Distribution
Les espèces de ce genre se rencontrent en Tanzanie et au Congo-Kinshasa.

## Liste des espèces
Selon World Catalogue of Opiliones (08/06/2021) :
- Erecomma laurenti Roewer, 1961
- Erecomma montanum Roewer, 1940

## Publication originale
- Roewer, 1940 : « Neue Assamiidae und Trogulidae. Weitere Weberknechte X. » Veröffentlichungen aus dem Deutschen Kolonial- und Übersee-Museum in Bremen, vol. 3, no 1, p. 1–31.